# Brod nad Tichou
Brod nad Tichou (in tedesco Bruck am Hammer) è un comune della Repubblica Ceca facente parte del distretto di Tachov, nella regione di Plzeň.